# 南昌府

江西省の南昌府の位置（1820年）

南昌府（なんしょうふ）は、中国にかつて存在した府。明代から民国初年にかけて、現在の江西省南昌市一帯に設置された。

## 概要
959年（顕徳6年）、南唐により洪州が南都とされ、南昌府に昇格した。975年（開宝8年）、北宋により南昌府は洪州の称にもどされた。
1362年、朱元璋により竜興路が洪都府と改められた。1363年、洪都府は南昌府と改称された。明のとき、南昌府は江西省に属し、南昌・新建・豊城・進賢・奉新・靖安・武寧の7県と寧州を管轄した。
清のとき、南昌府は江西省に属し、南昌・新建・豊城・進賢・奉新・靖安・武寧・義寧州の1州7県を管轄した。
1913年、中華民国により南昌府は廃止された。